# Julio Porter
Julio Porter (14 de julio de 1916 - 24 de octubre de 1979) fue un guionista de cine y televisión argentino, que escribió guiones para 107 piezas, entre las que destacan El hincha, Marianela, El extraño del pelo largo, Blum, Aquellos años locos, Liceo de señoritas y Venga a bailar el rock. También fue director de cine, dirigiendo 25 películas.

## Filmografía

### Como guionista
Cine
1. Safo (2003)
2. Ritmo, amor y primavera (1981)
3. Mírame con ojos pornográficos (1980)
4. Rocky Carambola (1979)
5. La criada maravilla (1979)
6. Picardía mexicana (1978)
7. La comadrita (1978)
8. La mamá de la novia (1978)
9. La recogida (1974)
10. Pobre, pero honrada! (1973)
11. Tonta tonta pero no tanto (1972)
12. La pequeña señora de Pérez (1972)
13. La recogida (1971)
14. Aquellos años locos (1971)
15. Vamos a soñar por el amor (1971)
16. Vuelo 701 (1971)
17. El mundo es de los jóvenes (1970)
18. Blum (1970)
19. Prohibido (1970)
20. El extraño del pelo largo (1970)
21. Vuelo directo (1970)
22. ¡Viva la vida! (1969)
23. ¡Qué noche de casamiento! (1969)
24. Somos novios (1969)
25. Deliciosamente amoral (1969)
26. La casa de Madame Lulú (1968)
27. Coche cama alojamiento (1968)
28. La cigarra está que arde (1967)
29. Escándalo en la familia (1967)
30. ¡Esto es alegría! (1967)
31. El glotón (1967)
32. Matar es fácil (1966)
33. De profesión, sospechosos (1966)
34. Ritmo nuevo y vieja ola (1965)
35. Amor y sexo (1964)
36. Cuatro balazos (1964)
37. Dile que la quiero (1963)
38. Santo en el museo de cera (1963)
39. Aquí está tu enamorado (1963)
40. El lobo blanco (1962)
41. Locos por la música (1962)
42. Quiero morir en carnaval (1962)
43. Jóvenes y bellas (1962)
44. El cara parchada (1962)
45. Los bárbaros del norte (1962)
46. Viva Chihuahua (1961)
47. Muchachas que trabajan (1961)
48. El duende y yo (1961)
49. Ojos tapatios (1961)
50. El violetero (1960)
51. Creo en ti (1960)
52. Viva la parranda (1960)
53. Rebelde sin casa (1960)
54. Vivir del cuento (1960)
55. Una señora movida (1959)
56. La última lucha (1959)
57. Las locuras de Bárbara (1959)
58. Angustia de un secreto (1959)
59. El hombre que me gusta  (1958)
60. Venga a bailar el rock  (1957)
61. El primer beso  (1957)
62. Novia para dos  (1956)
63. África ríe  (1956)
64. Cubitos de hielo  (1956)
65. Marianela (1955)
66. Canario rojo  (1955)
67. Escuela de sirenas... y tiburones  (1955)
68. Concierto para una lágrima  (1955)
69. Detective  (1954)
70. La cueva de Ali-Babá  (1954)
71. Los tres mosquiteros  (1953)
72. El muerto es un vivo  (1953)
73. Las zapatillas coloradas  (1952)
74. La mano que aprieta  (1952)
75. Liceo de Señoritas  (1951)
76. El hincha (1951)
77. Cartas de amor  (1951)
78. Ritmo, sal y pimienta  (1951)
79. Una noche cualquiera  (1951)
80. Escándalo nocturno  (1951)
81. De turno con la muerte (1951)
82. Arroz con leche (1950)
83. Abuso de confianza (1950)
84. La doctora Castañuelas (1950)
85. Yo no elegí mi vida (1949)
86. Un pecado por mes (1949)
87. Un hombre solo no vale nada (1949)
88. Novio, marido y amante (1948)
89. La locura de don Juan (1948)
90. Una atrevida aventurita (1948)
91. 30 segundos de amor (1947)
92. Un beso en la nuca (1946)
93. Rigoberto (1945)
94. La pequeña señora de Pérez (1944)
95. Safo, historia de una pasión (1943)
96. Dieciséis años (1943)
97. Los chicos crecen (1942)
98. Noche de bodas (1942)
99. La novia de primavera (1942)

Televisión
1. "María Belén" (2001) (nueva versión de La recogida)
2. "Penthouse de la muerte" (1979)
3. "Parecido al amor" (1979)
4. "Un original y veinte copias " (1978) (nueva versión de Gutierritos original de Estella Calderón)
5. "Una mujer " (1978)
6. "Penthouse" (1973)
7. "El edificio de enfrente " (1972)
8. "La recogida" (1971)
9. "Los trabajos de Marrone" (1960)

### Como director
- La carpa del amor (1979)
- El mundo es de los jóvenes (1970)
- Blum (1970)
- El extraño de pelo largo (1970)
- ¡Qué noche de casamiento! (1969)
- Deliciosamente amoral (1969)
- La casa de Madame Lulú (1968)
- Coche cama alojamiento (1968)
- Escándalo en la familia (1967)
- Locos por la música (1962)
- Aventuras de la pandilla (1959)
- La pandilla en acción (1959)
- La pandilla se divierte (1959)
- Triunfa la pandilla (1959)
- Una abuelita atómica (1958)
- Al diablo con la música (1958)
- La escuelita del relajo (1958)
- Una gira A.T.M. (1958)
- Historia de una carta (1957)
- La sombra de Safo (1957)
- Marianela (1955)
- Canario rojo (1955)
- Concierto para una lágrima (1955)
- De turno con la muerte (1951)